# Terebra alba
Terebra alba är en snäckart som beskrevs av John Edward Gray 1834. Terebra alba ingår i släktet Terebra och familjen Terebridae. Inga underarter finns listade i Catalogue of Life.